# Air Sweden
Air Sweden – była szwedzka czarterowa linia lotnicza z siedzibą w Sztokholmie. Głównym hubem był Port lotniczy Sztokholm-Arlanda. Linia operowała samolotami typu Airbus A320 i McDonnell Douglas MD-80.